# خوليو لايرا
خوليو لايرا (بالإسبانية: Julio Larrea)‏ هو مدرب كرة قدم وحكم كرة قدم ولاعب كرة قدم باراغواياني، ولد في 2 مارس 1987 في باراغواي. لعب مع نادي بالميراس ونادي بونتي بريتا.

## وصلات خارجية
- خوليو لايرا على موقع قاعدة بيانات كرة القدم.إي يو (الإنجليزية)
- خوليو لايرا على موقع Soccerway.com (الإنجليزية)